# Крагујевачки голуб високолетач
Крагујевачки голуб високолетач (енгл. Kragujevac pigeon highflyer) је стара аутохтона раса голубова из Србије, из града Крагујеваца, карактерише је изузетна памет и моћ памћења, поседује јединствен изглед за једног високолетача, широка ћуба и мали бео кљун, има карактеристичан лет са репом раширеним у лепезу. Лети у јату кружно, изнад и стриктно у правцу голубарника до саме тачке када не може голим оком да се види дужина лета је од 6 до 8 часова,код екстремних примерека и преко 11 часова.

## Порекло
Крагујевачки голуб високолетач је настао парењем домаћих раса високолетача које су одгајане на црквеним имањима на просторима Шумадије. Први писани трагови о овој раси потичу из педесетих година овог века а прво појављивање на изложби ситних животиња забележено је од 4 до 6 јуна 1954 у Крагујевцу под називом "Изложба птица" у објекту званом Соколана изграђеном у насељу Стара радничка колонија 1929 године.У такмичарским листама 1960 године Савеза спортских друштава одгајивача голубова високолетача С.Р.С. Крагујевац, подразумевало се да високолетач буде са белим кљуном. Непосредно пред наведену изложбу сачињен је и један од првих радних стандарда расе да би се оцењивала у екстеријеру. Тај стандард је претрпео више измена, прва је 1975 год. потом 1981 год. 1998 год. и најновија ревизија 2019 год. која је урађена по најновијем шаблону стандарда Европског савеза (Entente Européenne d'Aviculture et de Cuniculture), а верификовала га је стандард комисија Асоцијације удружења ситних животиња Србије (АОС).У том периоду ова раса постаје занимљива и широј јавности па су учестали и текстови о њој у новинама, дневним листовима и на интернет порталима.
Раса Крагујевачки голуб високолетач се до 1978 излаже спорадично и само на локалним изложбама а од 1978 почиње  излагање  по целој Србији. Представљање ове расе почиње једним текстом у билтену Одгајивач који је тада био орган Савеза одгајивача ситних животиња Југославије а такође и у књизи "Приручник за судије" из тог времена, потом раса почиње да се излаже на територији целе Југославије. Такође постоји  ревидиран текст стандарда  из 1998 у приручнику за судије под називом Стандард голубова.
До 1974 Ова раса се званично такмичила у лету о чему постоје писани трагови у виду оценских листи издатих од стране САВЕЗА СПОРТСКИХ ДРУШТАВА ОДГАЈИВАЧА ГОЛУБОВА ВИСОКОЛЕТАЧА С.Р.С
На сајму перадарства у Сомбору 1978 године у каталогу је забележено појављивање ове расе голубова на такмичању у лепоти а потом 1978 и 1979 у Зрењанину и од тада је његово појављивање на изложбама константно.

## Карактеристике
Крагујевачки голуб високолетач има веома мекан и спор рад крила,у току лета реп му је раширен у лепезу,лете уско и кружно изнад својих волејера и релативно брзо достижу прописане висине. Млади голубови већ после неколико летова се веома добро јате, тако да јата од пет до десет голубова лете у згуснутом и компактном поретку. Услед волијерног одгоја код кога су захтеване и потенциране екстеријерне одлике дошло је до смањења летачких способности тако да данас ови голубови лете од 6 до 8 часова,мада има и примерака са временом лета до преко 11 часова.

### Опис расе
Општи Утисак: Фигура тела је средње величине, елегантног држања,живахан и весео.
Расне одлике: Увек бео кљун, широка ћуба такорећи од уха до уха. Наведене расне карактеристике могу се узети под општи утисак.

### Глава
Облик: Округлог облика,чело више, стрмије и шире.
Положај главе: Хоризонтално ношена.
Структура перија главе: глава са широком ћубом (која се простире од уха до уха) без розетни.
Ћуба: широка, која се простире од уха до уха, горња ивица ћубе је постављена у равни са теменом.
Кљун: Средње дужине, постављен је тако да формира равну линију са линијом чела. Кљун је увек беле боје. Тамни, тамноплави и плави голубови могу имати тамне мрље на врху кљуна.

### Очи
Боја Очију: Очи су светле и бистре.
Посебне особине: дозвољена је и бледо ружичаста боја по ободу беоњаче,зенице су средње величине и црне.
Капци: структура, фина, очни оквири ( Очни прстенови) морају бити двоструки и правилно постављени око ока, чврсти и затегнути, боја одговара боји коже.
Кљун:
Облик: средње дуг (од 12 до 14 мм).
Положај кљуна: постављен је тако да формира равну линију са линијом чела.
Боја кљуна: Кљун је увек беле боје. Тамни, тамноплави и плави голубови могу имати тамне мрље на врху кљуна.
Грло: Добро изрежано, пуно, компактно.

### Врат
Облик: средње дуг, прилично широк и јак.
Структура перија: глатко, нормално, сјајно (представља најлепше обојени део тела, сјајан и јарко обојен).
Груди: Широке, пуне и заобљене.
Леђа: Средње величине, равна,благо нагнута према репу,затворена.
Крила:
Облик: Средње дуга, чврста и јака.
Став: краћа од репа, леже на репу, не укрштају се и не додирују.
Структура перија: дуга, шира.
Реп:
Облик: Средње дуг, у репу су 12 до 16 широких и чврстих пера.
Став: У продужетку линије леђа, благо кос према тлу, али не додирује тло.
Ноге:
Дужина: средње дужине, црвено-ружичасте боје.
Држање: праве и снажане.
Боја: црвено-ружичасте.
Став: прав и правилан.
Оперјаност: ноге нису оперјане.
Боја и цртеж:
Постоје пет основних боја: бели, црни, црвени, плаво-ковани, плаво-пругасти.
Боје које се ређе јављају: црни са најдужим летним перима у белој боји, црвени боје бакра, бледоцрвени, црвени са леђима и репом у плавој нијанси, црвени где су најдужа летна пера и реп у белој боји, плаво-ковани светлије нијансе, плаво-ковани тамније нијансе, плаво-ковани где су врат и груди пламено обојени, а крила светлоплава или тамноплава, плаво-ковани код којих су најдужа пера у крилима бела, плаво-пругасти светлије нијансе, плаво-пругасти тамније нијансе, плаво-пругасти где су врат и груди пламено обојени, а крила светлоплава или тамноплава, плаво-пругасти код којих су најдужа пера у крилима бела.
Грубе грешке: Превелико или премало тело, уско чело,мала уска ћуба (капа), жуте или црвене очи, дугачак и танак кљун, танак врат, узана прса, висећа крила,отворена леђа, непотпун реп, оперјане ноге, мекано и растресито перије, неравномерне и несиметричне шаре.
Оцена:
Општи утисак, стање, форма, став, држање, облик главе, кљун, боја очију, ивице очију, структура перија, боја и цртеж.
Величина прстена: 7мм.